# Der letzte Countdown
Der letzte Countdown (Originaltitel: The Final Countdown) ist ein Science-Fiction-Film, der 1980 unter der Regie von Don Taylor gedreht wurde. Hauptdarsteller sind unter anderem Kirk Douglas und Martin Sheen.
Durch eine von einem mysteriösen Sturm ausgelöste Zeitreise wird im Jahr 1979 der amerikanische Flugzeugträger Nimitz in das Jahr 1941 versetzt, genau an den Vortag des japanischen Angriffs auf Pearl Harbor, der den Eintritt der USA in den Zweiten Weltkrieg auslöste. Der Kapitän entscheidet sich, mit den modernen Kampfflugzeugen des Schiffes einzugreifen und so die Geschichte zu verändern, doch kurz vor der Schlacht taucht der Sturm erneut auf und das Schiff wird wieder in die Ausgangszeit versetzt.

## Inhalt
Der Systemanalytiker Warren Lasky arbeitet für Richard Tideman, dem er noch nie begegnet ist und dessen Unternehmen maßgeblich an der Entwicklung und dem Bau des Flugzeugträgers Nimitz beteiligt war. Die Nimitz, kommandiert von Captain Matthew Yelland, ist westlich von Pearl Harbor mit einer Flotte von Begleitschiffen auf dem Weg zu einem Manöver. Lasky soll dabei an Bord der Nimitz beobachten, wie die Besatzung ihre Arbeit erledigt, und anschließend für das Verteidigungsministerium einen Bericht mit Verbesserungsvorschlägen erstellen. Plötzlich gerät das Schiff in ein mysteriöses Unwetter, alle elektronischen Geräte fallen dabei aus. Nach kurzer Zeit ist der Sturm vorbei, jedoch ist die Begleitflotte verschwunden und nicht per Funk erreichbar. Yelland lässt Gefechtsalarm auslösen, weil man sich nicht erklären kann, was passiert ist, und sogar einen Atomkrieg in Betracht zieht. Die Funkgeräte empfangen alte Radiosendungen und mit veralteten Codes verschlüsselte Nachrichten. Eine Crusader, die zu einem Erkundungsflug gestartet ist, fotografiert im Hafen von Pearl Harbor die völlig intakte amerikanische Pazifikflotte, die im Zweiten Weltkrieg durch den japanischen Angriff auf Pearl Harbor vernichtet wurde. In nordwestlicher Richtung ortet eine Hawkeye später die japanische Angriffsflotte auf dem Weg nach Hawaii.
Damit steht fest, dass der Flugzeugträger durch das mysteriöse Unwetter in der Zeit versetzt wurde und sich nun am 6. Dezember 1941 befindet, also mitten im Zweiten Weltkrieg, einen Tag vor dem japanischen Angriff auf Pearl Harbor. Yelland und seine Offiziere werden sich bewusst, dass sie mit ihren Handlungen in das Zeitgeschehen der Vergangenheit eingreifen und ein Zeitparadoxon die Folge wäre. Dabei sind sie sich uneins, ob sie die Chance nutzen sollen, mit ihren überlegenen Waffen gegen die Japaner anzutreten.
In der Nähe der Nimitz wird eine Yacht geortet, auf der sich unter anderem Senator Samuel Chapman befindet. Die Yacht wird von zwei japanischen Aufklärungsflugzeugen beschossen und versenkt, noch bevor sie eine Funkmeldung an Pearl Harbor absetzen kann. Yelland lässt die japanischen Flugzeuge von zwei F-14-Abfangjägern abschießen und die Überlebenden, Chapman und seine Assistentin Laurel Scott samt Hund Charlie, mit einem Rettungshubschrauber bergen. Einer der japanischen Piloten überlebt ebenfalls und wird auf der Nimitz als Gefangener festgehalten. Chapman ist über seine Behandlung an Bord der Nimitz ebenso empört wie darüber, dass der Flugzeugträger scheinbar ohne sein Wissen unter strengster Geheimhaltung gebaut und auch noch nach einem Admiral im aktiven Dienst benannt wurde. Der geschichtskundige Commander Owens, CAG der Nimitz, findet in seinen Unterlagen Hinweise, dass Chapman als aussichtsreicher Präsidentschaftskandidat nach Roosevelts Tod eingestuft wurde, jedoch seit dem 7. Dezember 1941 als vermisst gilt und wahrscheinlich bei der japanischen Attacke getötet wurde.

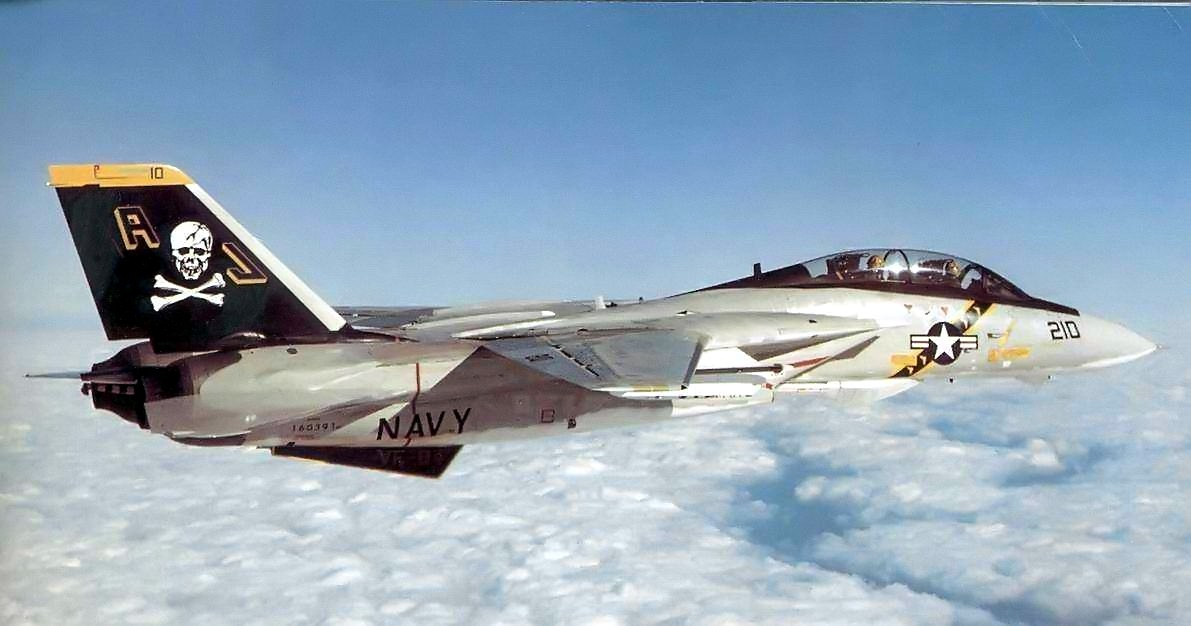
F-14 der Staffel VF-84 Jolly Rogers, wie sie im Film vorkommt

Bei einer Befragung bemächtigt sich der japanische Pilot einer Waffe, erschießt zwei Wachsoldaten und hält Chapman, dessen Assistentin sowie Lasky und Owens als Geiseln fest, um den Zugang zur Funkstation zu erzwingen und seinen Kommandeur vor der Nimitz zu warnen. Owens macht ihm klar, dass man auf der Nimitz über die japanischen Angriffspläne informiert ist. Es kommt zu einem weiteren Feuergefecht, bei dem der japanische Pilot und ein weiterer Soldat getötet werden. Chapman verlangt Zugang zur Funkstation, um Pearl Harbor über den bevorstehenden Angriff zu informieren, doch Yelland ist der Meinung, dass die Nimitz den Angriff allein abwehren könne. Er lässt Chapman dennoch gewähren, doch als der den Namen des Flugzeugträgers und des Kommandanten nennt, die 1941 noch nicht existieren, beendet sein Gegenüber unwirsch das Funkgespräch.
Chapman verlangt daraufhin, umgehend nach Pearl Harbor geflogen zu werden. Yelland gibt Owens die Anweisung, Chapman und seine Assistentin samt Verpflegung und Ausrüstung mit einem Hubschrauber auf einer einsamen Insel abzusetzen. Hund Charlie kann nicht gefunden werden und verbleibt an Bord. Als der Hubschrauber auf der Insel ankommt und Owens mit Scott am Strand spricht, bringt Chapman die Hubschrauberbesatzung mit einer Leuchtpistole in seine Gewalt und zwingt die Piloten, abzuheben und nach Pearl Harbor zu fliegen. Es kommt zu einem Handgemenge, bei dem sich ein Schuss aus der Leuchtpistole löst. Der Hubschrauber explodiert, Chapman und die Besatzung werden getötet. Owens und Scott bleiben mit Verpflegung und Ausrüstung auf der Insel zurück. Inzwischen hat Yelland der Besatzung der Nimitz in einer Ansprache die Chance deutlich gemacht, den Lauf der Geschichte korrigieren zu können, und lässt die Kampfflugzeuge gefechtsklar machen. Diese steigen auf, um den drohenden japanischen Angriff abzuwehren. Da zieht erneut das mysteriöse Unwetter herauf und versetzt die Nimitz samt dem Kampfverband wieder in die Gegenwart.
Als Lasky in Pearl Harbor mit Hund Charlie von Bord geht, schlägt dieser an und läuft zu einer am Pier wartenden Limousine. Deren Chauffeur bittet Lasky in den Wagen zu Richard Tideman und dessen Frau. Überrascht stellt Lasky fest, dass es sich bei den beiden um Commander Owens und Laurel Scott handelt. Beide sind inzwischen hochbetagt. Owens begrüßt Lasky mit der Bemerkung, man habe viel zu besprechen.

## Erstaufführungen
- USA: 1. August 1980
- Deutschland: 30. Oktober 1980

## Synchronisation
Synchronisiert wurde der Film durch die Interopa Film GmbH, Berlin.
| Rolle                           | Darsteller      | Synchronsprecher   |
| ------------------------------- | --------------- | ------------------ |
| Capt. Matthew Yelland           | Kirk Douglas    | Gottfried Kramer   |
| Cmdr. Dan Thurman (1. Offizier) | Ron O’Neal      | Harald Dietl       |
| Warren Lasky                    | Martin Sheen    | Christian Brückner |
| Laurel Scott                    | Katharine Ross  | Marianne Groß      |
| Richard Owens/Mr.Tideman        | James Farentino | Joachim Kemmer     |
| Senator Samuel Chapman          | Charles Durning | Alf Marholm        |

In einer Szene in der 38. Minute als sich Yelland mit Thurman, Lasky und Owens beim Kaffee besprechen, wird die erste Aussage von Kirk Douglas („Glenn Miller“) von Michael Chevalier synchronisiert.

## Kritiken
„Technisch imposanter, weitgehend spannender Film.“

„Durch die hölzerne Inszenierung des Action-Routiniers Don Taylor werden die Möglichkeiten des Themas weitgehend verschenkt. Was übrigbleibt von dieser utopischen Rache-Phantasie, ist eine aufwendig-alberne Demonstration amerikanischer Allmachtsallüren, die nur ob ihrer unfreiwillig parodistischen Züge einen gewissen Reiz besitzt.“

## Auszeichnungen
- Der Film war 1981 in den Kategorien Bester Science-Fiction-Film und Bester Hauptdarsteller (Kirk Douglas) für den Saturn Award nominiert (in beiden Kategorien gewann Das Imperium schlägt zurück).[4]
- Der Film gewann 1982 die deutsche Goldene Leinwand.[4]

## Produktionshintergrund
- Die Nimitz befand sich zum Zeitpunkt der Filmaufnahmen nicht im Pazifik, sondern im Atlantik. Die Aufnahmen wurden vor Florida gemacht.[5]
- Bei den japanischen „Zeros“ handelt es sich um umgebaute AT-6 Texan, deren Flugleistungen nicht an die der echten Zero heranreichen.[6]
- Der im Film auf Deutsch genannte Verteidigungsausschuss war zuständigkeitshalber eigentlich der Marineausschuss (Committee on Naval Affairs). Der (vereinigte) Verteidigungsausschuss (United States Senate Committee on Armed Services) wurde erst 1947 eingerichtet. Vorsitzender im Jahr 1941 war David I. Walsh.

## Sonstiges
Die Sequenz des Zeitsprungs, welche die Nimitz in einer Art Lichtstrudel zeigt, wurde von Maurice Binder geschaffen. Binders bekannteste Arbeit sind die Titelsequenzen aller James-Bond-Kinofilme zwischen Feuerball und Lizenz zum Töten.

## Adaptionen
Im japanischen Animefilm Zipang wird der moderne japanische Lenkwaffenzerstörer Mirai ähnlich dem Szenario der Nimitz durch ein nicht erklärtes Phänomen in die Zeit von 1942 in die Zeit des Angriffes auf Midway versetzt, wobei das Thema aus der Sicht des modernen Japan behandelt wird.